# Wantirna
Wantirna är en del av en befolkad plats i Australien. Den ligger i regionen Knox och delstaten Victoria, omkring 23 kilometer öster om delstatshuvudstaden Melbourne. Antalet invånare är 13 978.
Runt Wantirna är det mycket tätbefolkat, med 1 632 invånare per kvadratkilometer.. Närmaste större samhälle är Rowville, nära Wantirna.
Runt Wantirna är det i huvudsak tätbebyggt. Genomsnittlig årsnederbörd är 1 244 millimeter. Den regnigaste månaden är juli, med i genomsnitt 140 mm nederbörd, och den torraste är januari, med 49 mm nederbörd.